# La música a Cardona
S'ha de situar els orígens de la música a Cardona al si de l'acompanyament musical de les festivitats religioses de Cardona. La tradició prové de la necessitat de solemnitzar amb música uns determinats actes que, en bona part han perdurat fins als nostres dies.

## Recorregut històric
Les primeres notícies són de l'any 1435, quan el Comú contractà una cobla de ministrils d'origen civil per solemnitzar els oficis i les processons. De la mateixa època, és quan es tenen notícies de la construcció del primer orgue a l'Església de la vila (1463). Durant tres segles doncs, l'activitat musical de la vila va estar polaritzada a l'entorn de l'orgue de l'església, i de les cobles de ministrils d'origen civil.

### La Capella de música de Santa Magdalena (1609)

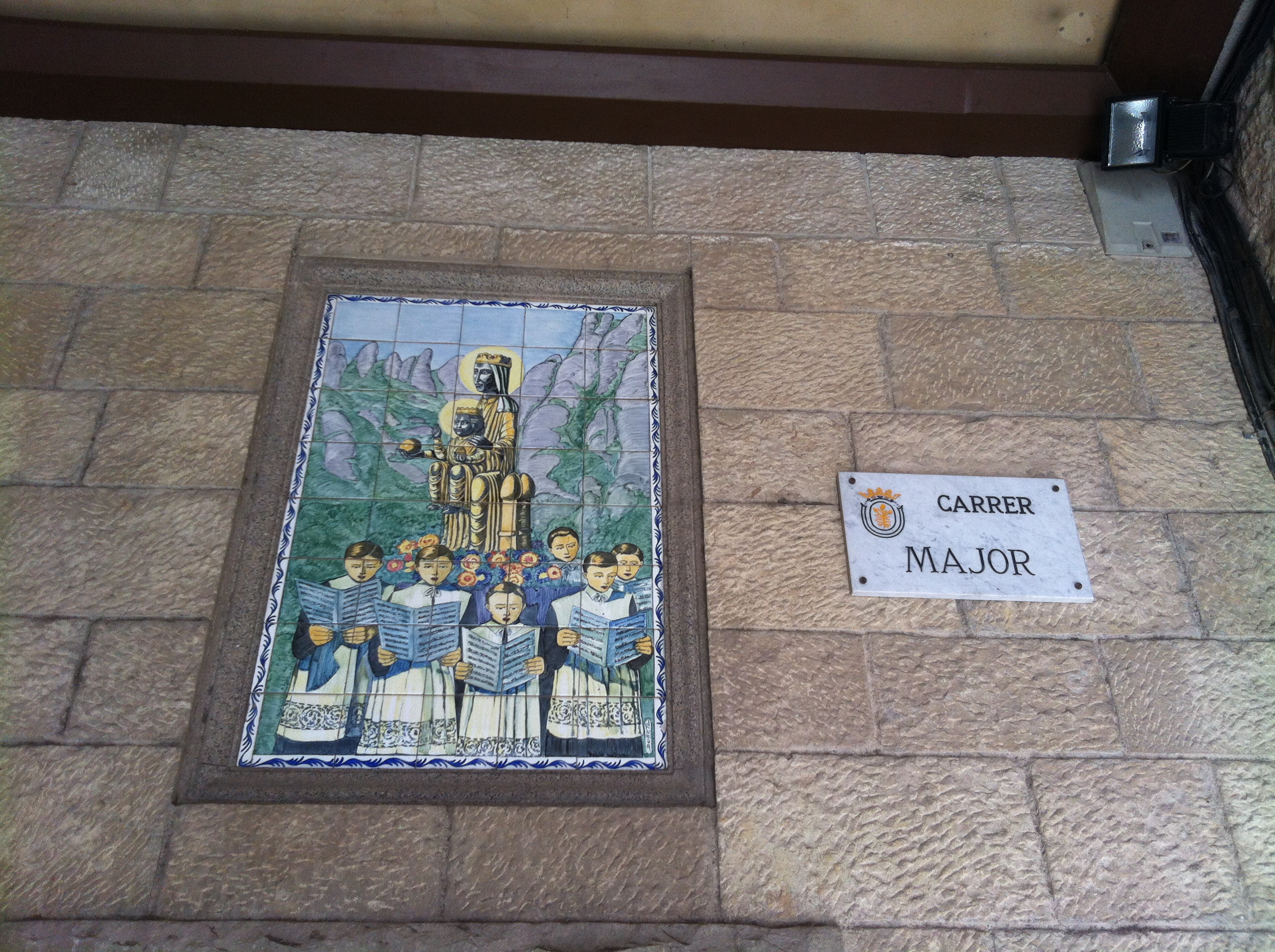
Mosaic representant l'Escolania de Montserrat al carrer Major de Cardona

L'any 1609 s'instaurà la Capella de Música de Santa Magdalena en el si de la comunitat eclesiàstica, i a finals del mateix segle s'instauren dues escolanies (1692) i una cobla de quatre ministrils (1694) per a major solemnitat dels actes. A partir d'aquesta època (finals del s.XVII) es té notícia també de l'acompanyament musical del Corre de Bou, d'altra banda, vinculat també a la comunitat eclesiàstica. A partir de la instauració de la capella, es pot resseguir l'activitat musical religiosa propiciada per les obligacions i les inquietuds dels mestres organistes: entre d'altres, cal destacar la creació d'una Schola Chantorum a finals del s.XIX. Aquesta activitat ha perdurat fins als nostres dies amb l'Escolania parroquial i la Coral Cardonina.

### Seglexix: Nous models musicals
L'activitat musical fora del si eclesiàstic, té força menys documentació avui dia. Les úniques notícies són les cobles de ministrils seglars que hem esmentat entre els segles XV i XVIII. D'altra banda, es pot suposar que aquestes es van dissoldre a la primera meitat del s. XIX pels canvis socioeconòmics propiciats pel canvi de règim, o si més no, varen canviar substancialment en aspectes com el tipus d'instruments.
No és, però, fins a la segona meitat del s.XIX que comencem a haver-hi dades de noves agrupacions musicals. Destaquen les entitats corals fundades sota els ideals de Josep Anselm Clavé, l'activitat de les quals no sobrepassà la Guerra Civil.

### Primera meitat del segle XX
Pel que fa a les agrupacions instrumentals, es té notícia de la Banda del Batalló del Castell que cessà en l'activitat l'any 1903. Es pot entendre que aquesta agrupació acompanyava musicalment alguns actes de la vila, ja que la seva substituta, la Banda del batalló de Reus, és present en alguns programes de festes. A part d'aquestes agrupacions de caràcter militar, a partir del s.XX comencen a aparèixer diverses orquestres començant per La Natural de la qual hi ha notícies des de l'any 1908, però que segurament existia abans. Es podria considerar aquesta orquestra la iniciadora de les nombroses agrupacions que varen conviure durant el s. XX i que moltes s'acabaren convertint en orquestres de ball que, professionalitzant-se més o menys, van arribar actuar a diversos pobles de Catalunya. Cal destacar les nissagues dels músics Mosella, Torrents-Martí i Garrostas.

### Segona meitat del segle XX
A partir dels anys 60 destaca l'aparició dels conjunts basats en la guitarra elèctrica, cosa que propicia un canvi de model i fa que la majoria d'orquestres no siguin capaces de reinventar-se i cessin la seva activitat. Aquest fenomen, el dels conjunts, perdura fins avui dia amb grups cardonins destacats com els Strombers. No obstant, seran aquest ex-membres de les orquestres originades a principis del s.XX els que mantingueren la tradició musical, és a dir, els que sota agrupacions més o menys definides, solemnitzaren els actes tradicionals de la vila fins a finals del segle, amb el patiment creixent, però, de no tenir relleu. Una fita important dins d'aquesta història és la creació l'any 1994 de l'Escola (després municipal) de Música Musicant, que gràcies a la seva tasca educativa permeté el 2003 la creació, a iniciativa de Narcís Mellado, de la Banda de Música de Cardona, que és l'actual encarregada d'amenitzar els actes tradicionals cardonins.

## Agrupacions musicals

### Agrupacions corals

#### Desaparegudes[4]
- Sociedad Coral "La Armonía" (1863-?)
- Sociedad Coral "La infantil" (1864-?)[7]
- Orfeó Cardoní (1922-1936)
- Orfeó de la Coromina (1915-?)

#### En actiu
- Escolania de Sant Miquel
- Coral Cardonina (1958-actualitat)

### Agrupacions instrumentals

#### Desaparegudes[1][5]
- Cobla de Joan Cortielles (1435 ?), cobla de xeremies i cornamuses
- Cobla de Pasqual Sitges (1705 ?)
- Cobla de Pere Selva (1705 ?)
- Cobla de Joan Llobet, Josep Mosella, Joan Santamaria i Antoni Viñas (?-1829)
- Banda del Batalló del Castell (?-1903)
- La Natural (1908-?)
- Orquestra Garrostas (1922-1962)
- Orquestra Celeste (1940-1947)
- Orquestra Oasis (1946-1968)
- Orquestrina Camps y sus muchachos (1947-1952)
- Orquestra Torrents (1949-1957)
- Rayos Azules (1966-1974)
- Cobla la Principal de la Coromina (1971-1986)
- Orquestra Cardonina (1984-2003)

#### En actiu
- Strombers (1998-actualitat)
- Banda de Música de Cardona (2003-actualitat)
- Cobla Cardona (2009- actualitat)

## Compositors cardonins
- Lluís Figuls i Gran (4.8.1915 - 16.9.1984), organista, autor de diverses sardanes estrenades als anys 40 i 50 del segle XX
- Carles Melé i Pintó (Sant Llorenç de Morunys, 1922 - Tàrrega, 28.1.2005), criat a Cardona, sacerdot i organista
- Josep Maria Casafont i Fornell (Solsona, 1935 - 16.12.2012), sacerdot establert a Cardona, organista i cofundador de la Coral Cardonina, de l'Escolania Parroquial i de la Schola Cantorum[8]
- Maria Teresa Malagarriga i Rovira (26.12.1945 -), professora de música a la UAB[9]
- Xavier Ventosa i Molner (12.4.1989 -), instrumentista de tible a la cobla Cardona i compositor de diverses sardanes estrenades a començaments del segle XXI